# 25 août
Pour les articles homonymes, voir Vingt-Cinq-Août.
25 juillet 25 septembre
Chronologies thématiques
- Croisades
- Ferroviaires
- Sports
- Disney
- Anarchisme
- Catholicisme

Abréviations / Voir aussi
- (° 1852) = né en 1852
- († 1885) = mort en 1885
- a.s. = calendrier julien
- n.s. = calendrier grégorien
- Calendrier
- Calendrier perpétuel
- Liste de calendriers
- Naissances du jour

Le 25 août ou 25 aout est le 237e jour de l’année du calendrier grégorien, 238e lorsqu'elle est bissextile, il en reste ensuite 128.
C’était généralement le 8 fructidor du calendrier républicain français, officiellement dénommé jour de l’apocyn (la plante asclépiade).

## Événements

### XVIesiècle
- 1580 : bataille d’Alcántara, victoire des forces espagnoles du duc d’Albe sur les Portugais.

### XVIIIesiècle
- 1704 : prise de Gibraltar par les Britanniques.

### XIXesiècle
- 1825 : proclamation de l’indépendance de l’Uruguay.

### XXesiècle
- 1912 : naissance du Kuomintang.
- 1920 : fin de la bataille de Varsovie (guerre russo-polonaise). Les troupes polonaises du maréchal Piłsudski l'emportent sur l’armée bolchévique du maréchal Toukhatchevski.
- 1944 :
  - libération de Paris.
  - massacre de Maillé. Les nazis tuent 124 civils français habitant la commune de Maillé en représailles des résistances locales à l’envahisseur.
- 1945 : Bảo Đại, empereur du Viêt Nam, abdique alors que son pays est en pleine révolution d'Août.
- 1947 : résolutions no 30 et no 31 du Conseil de sécurité des Nations unies relatives à la question indonésienne.
- 1991 : indépendance de la Biélorussie.

### XXIesiècle
- 2012 : début du massacre de Daraya, commis par l'armée arabe syrienne, pendant la guerre civile syrienne.
- 2014 : en France, Manuel Valls présente la démission de son gouvernement.
- 2016 :
  - l'armée irakienne reprend à l'État islamique la ville de Qayyarah, au sud de Mossoul.
  - le procès de destitution de Dilma Rousseff, présidente brésilienne, devant le sénat, est ouvert.
- 2019 : en Abkhazie, une république sécessionniste de la Géorgie non reconnue par la majorité de la communauté internationale, l'élection présidentielle a lieu afin d'élire le chef de l'État. Le président sortant Raul Khajimba, candidat à sa réélection, est mis en ballotage par Alkhas Kvitsinia[2].

## Arts, culture et religion
- 1819 : présentation au Salon du Radeau de La Méduse, tableau de Géricault qui suscite le scandale.

## Sciences et techniques
- 1981 : la sonde Voyager 2 passe au plus près de Saturne.
- 1989 : la sonde Voyager 2 passe au plus près de Neptune et découvre six nouvelles lunes.
- 1991 : sortie de la première version du noyau Linux.
- 2003 : lancement du télescope spatial Spitzer depuis le cap Canaveral.
- 2012 : la sonde Voyager 1 entre dans l'espace interstellaire, étant le premier objet artificiel à le faire.
- 2020 : l'OMS déclare la poliomyélite éradiquée en Afrique[3].

## Économie et société
- 2017 : en Belgique, à Bruxelles, un terroriste attaque au couteau trois militaires.

## Naissances

### XVIesiècle
- 1530 : Ivan IV le Terrible, tsar de Russie de 1533 à 1584 († 18 mars 1584).

### XVIIesiècle
- 1624 : François d’Aix de La Chaise, confesseur du roi Louis XIV († 20 janvier 1709).

### XVIIIesiècle
- 1707 : Louis Ier, roi d’Espagne en 1724 († 31 août 1724).
- 1767 : Louis Antoine de Saint-Just, homme politique et révolutionnaire français († 28 juillet 1794).

### XIXesiècle
- 1819 : Allan Pinkerton, détective américain († 1er juillet 1884).
- 1836 : Bret Harte, poète et écrivain américain († 6 mai 1902).
- 1841 : Emil Theodor Kocher, chirurgien suisse († 27 juillet 1917).
- 1845 : 
  - Louis II, roi de Bavière de 1864 à 1886 († 13 juin 1886).
  - Judith Gautier, femme de lettres française († 26 décembre 1917).
- 1850 : Charles Richet, physiologiste français, prix Nobel de physiologie ou médecine en 1913 († 3 décembre 1935).
- 1869 : Tom Kiely, athlète irlandais vainqueur du décathlon (non normalisé) aux JO de 1904 († 6 novembre 1951).
- 1878 : Carlo Simoneschi, acteur et réalisateur italien († 20 juillet 1955).
- 1880 : Guillaume Apollinaire, poète et écrivain français († 9 novembre 1918).
- 1898 : Paul Winter, chef des Forces françaises de l'intérieur du Haut-Rhin pendant la Seconde Guerre mondiale († 8 octobre 1987).
- 1900 : Hans Adolf Krebs, médecin et biochimiste britannique, prix Nobel de physiologie ou médecine en 1957 († 22 novembre 1981).

### XXesiècle
- 1902 : 
  - Stefan Wolpe, compositeur américain († 4 avril 1972).
  - Roger Secrétain, journaliste, écrivain et homme politique français († 30 décembre 1982).
- 1903 : Rose Ouellette, humoriste et actrice québécoise († 14 septembre 1996).
- 1909 :
  - Michael Rennie, acteur britannique († 10 juin 1971).
  - Ruby Keeler, chanteuse et actrice canadienne († 28 février 1993).
- 1910 : Dorothea Tanning, artiste américaine († 31 janvier 2012).
- 1912 : Erich Honecker, homme politique est-allemand, président du Conseil d’État de la RDA de 1976 à 1989 († 29 mai 1994).
- 1913 : Donald John « Don » DeFore, acteur américain († 22 décembre 1993).
- 1915 : John Bassett, éditeur de journaux et magnat de médias canadien († 27 avril 1998).
- 1916 :
  - Van Johnson (Charles Van Johnson dit), acteur américain († 12 décembre 2008).
  - Sita Riddez, actrice québécoise († 26 avril 2002).
  - Frederick Robbins, médecin virologue américain († 4 août 2003).
  - Ethel Stark, violoniste et enseignante québécoise († 16 février 2012).
- 1917 :
  - Mel Ferrer (Melchior Gaston Ferrer dit), acteur américain († 2 juin 2008).
  - Marcel Giguère, humoriste et comédien québécois († 16 août 1997).
- 1918 :
  - Leonard Bernstein, compositeur et chef d’orchestre américain († 14 octobre 1990).
  - Richard Greene, acteur britannique († 1er juin 1985).
- 1919 :
  - Jean-Pierre Masson, acteur québécois († 11 mars 1995).
  - George Wallace, homme politique américain du Parti démocrate, trois fois gouverneur de l’Alabama († 13 septembre 1998).
- 1921 :
  - Bryce Mackasey, homme politique canadien († 5 septembre 1999).
  - Paulos Tzadua, prélat éthiopien († 11 décembre 2003).
- 1922 : Ivry Gitlis (עברי גיטליס), violoniste israélien († 24 décembre 2020).
- 1925 : Thea Astley, romancière australienne († 17 août 2004).
- 1926 : Khalida Safarova peintre azerbaïdjanaise († 23 décembre 2005).
- 1927 :
  - Michel Coloni, prélat français († 6 juillet 2016).
  - Althea Gibson, joueuse de tennis américaine († 28 septembre 2003).
- 1930 :
  - Sean Connery (Thomas Sean Connery dit), acteur britannique écossais († 31 octobre 2020).
  - Graham Jarvis, acteur canadien († 16 avril 2003).
- 1932 :
  - Gérard Lebovici, producteur et éditeur français († 5 mars 1984).
  - Ricet Barrier (Maurice-Pierre Barrier dit), chanteur français († 20 mai 2011).
- 1933 :
  - Wayne Shorter, musicien américain.
  - Tom Skerritt (Thomas Roy Skerritt dit), acteur américain.
- 1934 :
  - Lise Bacon, femme politique québécoise.
  - Hachemi Rafsandjani (علی‌اکبر هاشمى رفسنجانى), homme politique iranien, président de la République islamique d'Iran de 1989 à 1997 († 8 janvier 2017).
- 1937 : Lones Wigger, tireur sportif américain, double champion olympique († 14 décembre 2017).
- 1938 :
  - David Canary, acteur américain.
  - Frederick Forsyth, journaliste et romancier britannique.
- 1939 : John Badham, réalisateur et producteur britannique.
- 1941 : Vincent Landel, prélat français.
- 1942 : 
  - Pauline Maata Nkumu wa Bowango Anganda Diono, femme politique congolaise.
  - Howard Jacobson, écrivain, universitaire et journaliste britannique.
- 1944 :
  - Conrad Black, magnat de la presse, financier et écrivain britannique d’origine québécoise.
  - Jacques Demers, entraîneur de hockey et commentateur sportif canadien.
  - Anthony Heald, acteur américain.
- 1945 : Philippe Adnot, homme politique français.
- 1946 :
  - Rollie Fingers, joueur de baseball américain.
  - Charlie Sanders (en), joueur américain de football américain († 2 juillet 2015).
- 1949 :
  - Martin Amis, écrivain britannique.
  - Gene Simmons (Chaim Witz dit), musicien israélo-américain, bassiste du groupe Kiss.
- 1950 :
  - Eloy Cavazos, matador mexicain.
  - Willy DeVille (William Paul Borsey Jr. dit), chanteur, compositeur et acteur américain († 6 août 2009).
- 1951 : Robert John Arthur « Rob » Halford, chanteur britannique du groupe Judas Priest.
- 1954 :
  - Elvis Costello (Declan Patrick MacManus dit), compositeur et musicien britannique.
  - Gilbert Duclos-Lassalle, cycliste sur route français.
  - Paul Houde, animateur et acteur québécois.
- 1956 : Henri Toivonen, pilote de rallye automobile finlandais († 2 mai 1986).
- 1957 : Simon McBurney, acteur, scénariste et réalisateur britannique.
- 1958 : Tim Burton (Timothy Walter Burton dit), cinéaste américain.
- 1959 : Franco Chioccioli, cycliste sur route italien.
- 1960 : Lee Archambault, astronaute américain.
- 1961 :
  - William « Billy » Ray Cyrus, chanteur américain.
  - Dave Tippett, hockeyeur sur glace puis entraîneur professionnel canadien.
- 1962 : 
  - Taslima Nasreen (তসলিমা নাসরিন), écrivaine bangladaise.
  - Theresa Andrews, nageuse américaine, double championne olympique.
- 1964 :
  - Maxime Kontsevitch (Максим Львович Концевич), mathématicien russe.
  - Blair Underwood, acteur américain.
  - Joanne Whalley, actrice britannique.
- 1966 : 
  - Albert Belle, joueur de baseball américain.
  - Agostino Abbagnale, rameur d'aviron italien, triple champion olympique.
- 1967 :
  - Xavier Niel, dirigeant d’entreprise français, vice-président et directeur délégué à la stratégie d’Iliad, et fondateur de Free.
  - Claudio Pistolesi, joueur de tennis puis entraîneur italien.
- 1969 :
  - France Beaudoin, animatrice et productrice de télévision québécoise.
  - Cameron Mathison (en), acteur et animateur de télévision canadien.
- 1970 :
  - Robert Horry, basketteur américain.
  - José Luis Martinez, athlète du lancer de poids espagnol († 29 janvier 2005).
  - Claudia Schiffer, mannequin allemande.
- 1971 : Gilberto Simoni, cycliste italien.
- 1972 : 
  - Davide Sanguinetti, joueur de tennis italien.
  - Aleksandr Shirshov, escrimeur russe, champion olympique.
- 1973 : Fatih Akın, cinéaste allemand.
- 1974 :
  - Romain Del Bello journaliste français.
  - James Delleck, rappeur français.
  - Eric Millegan, acteur américain.
- 1976 :
  - Pedro Feliciano, joueur de baseball portoricain († 8 novembre 2021).
  - Céline Lebrun, judoka française, championne du monde en 2001, et vice-championne olympique en 2000.
  - Christophe Mali (Christophe Petit dit), auteur-compositeur-interprète français du groupe Tryo.
  - Alexander Skarsgård, acteur suédois.
- 1977 :
  - Sophie Cadieux, actrice québécoise.
  - Jonathan Togo, acteur américain.
- 1978 : Oliver Roggisch, handballeur allemand.
- 1979 : Andrew Hussie, écrivain de webcomic américain.
- 1980 :
  - Ève Angeli (Vanessa Annelyse Ève Garcin dite), chanteuse française.
  - Jean-Charles Monneraye, volleyeur français.
  - Ovidie, actrice pornographique puis réalisatrice de documentaire et militante française.
- 1981 :
  - Rachel Bilson, actrice américaine.
  - Camille Pin, joueuse de tennis puis consultante télé française.
  - Jean-Julien Rojer, joueur de tennis néerlandais.
- 1983 :
  - Giovanni Bernaudeau, cycliste sur route français.
  - Anna Mishchenko (Анна Валеріївна Міщенко), athlète de demi-fond ukrainienne.
  - James Rossiter, pilote de courses automobile britannique.
  - James Walker, pilote de courses automobile britannique.
- 1984 : Soumbeyla Diakité, footballeur malien.
- 1987 :
  - Vyacheslav Kravtsov (Вячеслав Кравцов), basketteur ukrainien.
  - Blake Lively, actrice américaine.
  - Amy Macdonald, chanteuse écossaise.
- 1988 :
  - Alexandra Burke, chanteuse anglaise.
  - Phyoe Phyoe Aung, militante birmane.
  - Ingrid Tanqueray, basketteuse française.
- 1989 : Zandile Ndhlovu, écologiste, militante sociale et cinéaste sud-africaine.
- 1990 : Eddy Ben Arous, joueur de rugby français.
- 1992 :
  - Angelica Mandy, actrice britannique.
  - Miyabi Natsuyaki (夏焼雅), chanteuse et idole japonaise.
  - Pamela (Pamela Lajoie dite), chanteuse québécoise.
  - Vegedream (Satchela Evrard Djedje dit), chanteur français.
- 1994 : Natasha Liu Bordizzo, actrice australienne.
- 1998 : China Anne McClain, actrice américaine.

### XXIesiècle
- 2006 : Andrea Kimi Antonelli, pilote automobile italien

## Décès

### IVesiècle
- 383 : Gratien, empereur romain de 367 à 383 (° 18 avril ou 23 mai 359).

### VIesiècle
- 591 : Arède d'Atane, ou "Yrieix", religieux français, saint de l’Église catholique (° vers 511).

### VIIIesiècle
- 775 : Grégoire d’Utrecht, abbé allemand, saint de l’Église catholique (° vers 703).

### Xesiècle
- 985 : Dietrich d'Haldensleben, premier margrave de la Marche du Nord (° inconnue).

### XIIesiècle
- 1192 : Hugues III de Bourgogne, duc de Bourgogne, de 1162 à 1192 (° 1148).

### XIIIesiècle
- 1230 : Leone Brancaleone, cardinal catholique italien (° inconnue).
- 1258 : Georges Muzalon, régent de l'empire de Nicée (° vers 1220).
- 1270 :
  - Louis IX dit « Saint Louis » à partir de sa canonisation, roi de France de 1226 à 1270 (° 25 avril 1214).
  - Alphonse de Brienne, comte d’Eu, Grand chambrier de France (° v. 1227).
- 1271 : Jeanne de Toulouse, comtesse de Toulouse, de 1249 à 1271 (° 1220).
- 1298 : Albert II de Saxe, duc de Saxe, de 1260 à 1298 (° vers 1250).

### XIVesiècle
- 1330 : James Douglas, chevalier et noble écossais (° 1286).
- 1381 : Jean III de Montferrat, marquis de Montferrat (° 1362).

### XVesiècle
- 1471 : Thomas de Kempis, moine allemand, bienheureux de l’Église catholique (° 1380).
- 1482 : Marguerite d'Anjou, reine d'Angleterre, de 1445 à 1461 (° 23 mars 1430).
- 1485 : William Catesby, homme politique anglais (° vers 1450).
- 1497 : Johann von Tiefen, grand maître de l'ordre teutonique (° 1440).

### XVIesiècle
- 1556 : David Joris, prédicateur protestant flamand (° 1501).
- 1572 : Pierre de La Place, magistrat, jurisconsulte, philosophe, historien et écrivain protestant français (° vers 1520).
- 1592 : 
  - Fleurette de Nérac, paysanne française et l'une des premières maîtresses du futur Henri IV de France alors prince de Navarre qui aurait « fleureté » avec elle.
  - Guillaume IV de Hesse-Cassel, landgrave de Hesse-Cassel (° 24 juin 1532).

### XVIIesiècle
- 1603 : Ahmed al-Mansour, sultan du Maroc, de 1578 à 1603 (° 1549).
- 1613 : David Gans, penseur, mathématicien et astronome juif (° 1541).
- 1624 :
  - Louis Sotelo, missionnaire espagnol (° 6 septembre 1574).
  - Miguel de Carvalho, missionnaire portugais (° 1579).
- 1688 : Henry Morgan, corsaire britannique (° 24 janvier 1635).
- 1699 : Christian V, roi de Danemark et de Norvège, de 1670 à 1699 (° 15 avril 1646).

### XVIIIesiècle
- 1711 : Edward Villiers, diplomate anglais (° 1656).
- 1774 : Niccolò Jommelli, compositeur italien (° 10 septembre 1714).
- 1776 : David Hume, philosophe britannique (° 7 mai 1711).
- 1794 : Florimond de Mercy-Argenteau, diplomate autrichien de Belgique (° 20 avril 1727).

### XIXesiècle
- 1818 : Claude André, prélat catholique français (° 30 mai 1743).
- 1819 : James Watt, ingénieur écossais (° 19 janvier 1736).
- 1822 : William Herschel, astronome britannique (° 15 novembre 1738).
- 1862 : Mathilde de Bavière, princesse de Bavière devenue par mariage grande-duchesse de Hesse (° 30 août 1813).
- 1865 : Louis Isidore Duperrey, officier de marine français (° 21 octobre 1786).
- 1866 : William Craven, homme politique britannique (° 18 août 1809).
- 1867 : Michael Faraday, physicien et chimiste britannique (° 22 septembre 1791).
- 1870 : Philémont de Bagenrieux de Lanquesaint, homme politique belge (° 8 juin 1802).
- 1886 :
  - Charles Callahan Perkins, historien de l'art et graveur américain (° 1er mars 1823).
  - Zinóvios Válvis, homme politique grec (° 1800).
- 1892 : 
  - Émile Taillebois, archéologue et numismate français (° 18 avril 1841).
  - William Champ, homme politique britannique en Australie (° 15 avril 1808).
- 1895 : Giuseppe Sapeto, explorateur et missionnaire italien (° 27 avril 1811).
- 1897 : Léon Gautier, historien et archiviste français (° 8 août 1832).
- 1899 : Lucien Quélet, naturaliste français (° 14 juillet 1832).
- 1900 : Friedrich Nietzsche, philosophe allemand (° 15 octobre 1844).

### XXesiècle
- 1904 : Henri Fantin-Latour, peintre français (° 14 janvier 1836).
- 1908 : Henri Becquerel, physicien français, prix Nobel de physique en 1903 (° 15 décembre 1852).
- 1925 : Franz Conrad von Hötzendorf, maréchal de l'armée austro-hongroise (° 11 novembre 1852).
- 1935 : Mack Swain, acteur et réalisateur américain, Big Jim McKay dans "La Ruée vers l'or" de Chaplin (° 16 février 1876).
- 1936 : Ferdinand Gaillard, artiste lyrique français (° 11 janvier 1876).
- 1938 : Alexandre Kouprine, écrivain et aviateur russe (° 26 août 1870).
- 1939 : Babe Siebert, hockeyeur sur glace professionnel canadien (° 14 janvier 1904).
- 1940 : Jean d'Orléans, descendant de Louis-Philippe Ier, prétendant au trône de France comme « Jean III » (° 4 septembre 1874).
- 1942 : George de Kent, membre de la famille royale britannique (° 20 décembre 1902).
- 1943 : Paul von Eltz-Rübenach, homme politique allemand (° 9 février 1875).
- 1944 : 
  - Teresio Martinoli, pilote de chasse italien (° 26 mars 1917).
  - Vera Belik, aviatrice soviétique (° 12 juin 1921).
  - Moussa Djalil, poète tatare (° 15 février 1906).
- 1945 : Willis Augustus Lee, vice-amiral américain (° 11 mai 1888).
- 1957 : Umberto Saba, écrivain et poète italien (° 9 mars 1883).
- 1967 : 
  - Paul Muni, acteur américain (° 22 septembre 1895).
  - George Lincoln Rockwell, activiste néonazi américain (° 9 mars 1918).
- 1974 : Paul Dungler, industriel du textile, militant royaliste et résistant français (°1er mars 1902).
- 1976 : Eyvind Johnson, écrivain suédois, prix Nobel de littérature en 1974 (° 29 juillet 1900).
- 1979 : 
  - Stan Kenton, pianiste, compositeur et chef d’orchestre de jazz américain (° 19 février 1912).
  - Mimie Wood, bibliothécaire et secrétaire néo-zélandaise (° 4 décembre 1888)
- 1980 : Gower Champion, danseur, chorégraphe et acteur américain (° 22 juin 1919).
- 1984 :
  - Truman Capote, écrivain américain (° 30 septembre 1924).
  - Viktor Chukarin (Віктор Чукарін), gymnaste soviétique, plusieurs fois médaillé olympique en 1952 et 1956 et au championnat du monde en 1954 (° 9 novembre 1921).
- 1985 : Samantha Smith, écolière américaine, ambassadrice de bonne volonté en Union soviétique (° 29 juin 1972).
- 1988 : Françoise Dolto, médecin, pédiatre et psychanalyste française (° 6 novembre 1908).
- 1990 : Morley Edward Callaghan, romancier, nouvelliste et animateur de radio et de télévision canadien (° 22 septembre 1903).
- 1991 : Alessandro Dordi, prêtre italien assassiné par les terroristes du Sentier lumineux au Pérou[4] (° 23 janvier 1931).
- 1994 : Boris Roatta, acteur français, spécialisé dans le doublage vocal. Il a doublé notamment Macaulay Culkin (° 1er juillet 1980).
- 1997 : Robert Pinget, écrivain français (° 19 juillet 1919).
- 1998 : John Morton Boyd, zoologiste et environnementaliste écossais (° 31 janvier 1925).
- 2000 :
  - Carl Barks, dessinateur américain (° 27 mars 1901).
  - Bernard Becaas, cycliste sur route français (° 23 mai 1955).
  - Jack Nitzsche, compositeur, arrangeur et producteur américain (° 22 avril 1937).

### XXIesiècle
- 2001 :
  - Aaliyah (Aaliyah Dana Haughton dite), chanteuse et actrice américaine (° 16 janvier 1979).
  - Carl Brewer, joueur de hockey sur glace canadien (° 21 octobre 1938).
  - John Chambers, maquilleur de cinéma américain (° 12 septembre 1923).
  - Philippe Léotard, comédien français (° 28 août 1940).
- 2004 :
  - Ripsimé Djanpoladian, archéologue et épigraphiste arménienne (° 26 août 1918).
  - Marcelo González Martín, prélat espagnol (° 16 janvier 1918).
- 2006 :
  - Bernard Birsinger, homme politique français (° 1er septembre 1954).
  - Noor Mohammed Hassanali, homme politique trinidadien, président de la République de 1987 à 1997 (° 13 août 1918).
  - Sylva Kapoutikian, poétesse arménienne (° 20 janvier 1919).
- 2007 :
  - Raymond Barre, économiste et homme politique français, premier ministre de 1976 à 1981 (° 12 avril 1924).
  - Édouard Gagnon, prélat canadien (° 15 janvier 1918).
- 2008 :
  - Randa Chahal Sabbag, réalisatrice scénariste et dialoguiste libanaise (° 11 décembre 1957).
  - Kevin Duckworth, basketteur américain (° 1er avril 1964).
  - Guy Ducoloné, homme politique français (° 14 mars 1920).
  - Vassili Nesterenko, scientifique biélorusse (° 2 décembre 1934).
  - Pehr Henrik Nordgren, compositeur finlandais (° 19 janvier 1944).
  - Josef Tal, compositeur israélien (° 18 septembre 1910).
- 2009 : Edward Moore Kennedy, homme politique américain, sénateur du Massachusetts de 1962 à 2009 (° 22 février 1932).
- 2010 : Denise Legrix, écrivaine et peintre française (° 16 mai 1910).
- 2012 : Neil Armstrong, astronaute américain, premier homme à avoir marché sur la Lune (° 5 août 1930).
- 2013 :
  - Domenico Crusco, évêque catholique italien (° 19 août 1934).
  - Gilmar, footballeur brésilien (° 22 août 1930).
- 2014 :
  - Jean Berger, acteur et doubleur vocal français (° 18 novembre 1917).
  - Erwan Chuberre, romancier français (° 9 mars 1971).
  - Toshio Hirata, réalisateur et animateur japonais (° 16 février 1938).
  - Alfredo Martini, cycliste sur route italien (° 18 février 1921).
  - Marcel Masse, homme politique québécois (° 27 mai 1936).
  - Karl Molitor, skieur alpin suisse (° 29 juin 1920).
  - Joseph Wu Shizhen, prélat catholique chinois (° 19 janvier 1921).
  - Uziah Thompson, percussionniste jamaïcain (° 1er août 1936).
  - Jean-Pierre Vergne, réalisateur français (° 1er avril 1946).
- 2015 :
  - Claude Cabanes, journaliste et écrivain français (° 29 avril 1936).
  - Mascarenhas, footballeur portugais (° 28 avril 1937).
  - Francis Sejersted, historien norvégien (° 8 février 1936).
- 2016 : 
  - James Watson Cronin, physicien américain (° 29 septembre 1931).
  - Rodolfo Illanes, avocat et homme politique bolivien (° 18 août 1958).
  - Marvin Kaplan, acteur américain (° 24 janvier 1927).
  - Shuguro Nakazato, pratiquant d'arts martiaux japonais (° 14 août 1919).
  - Théo Robichet, réalisateur français (° 6 mai 1941).
  - Sonia Rykiel, créatrice de mode française (° 25 mai 1930).
  - Rudy Van Gelder, ingénieur du son américain (° 2 novembre 1924).
- 2018 : John McCain, militaire puis homme politique américain, sénateur de l'Arizona, candidat à l'élection présidentielle contre Barack Obama (° 29 août 1936).
- 2019 : Ferdinand Piëch, ingénieur et homme d'affaires allemand d'origine autrichienne (° 17 avril 1937).
- 2020 : Yvon Le Corre, peintre, navigateur et auteur breton et français (° 7 octobre 1939).

## Célébrations

### Nationales
- Brésil : dia do soldado / « jour du soldat »[5].
- Uruguay : fête nationale de l'indépendance vis-à-vis de l'empire colonial espagnol (dont dans la république autoproclamée de Parva Domus).

### Religieuses
- Fêtes religieuses romaines antiques :  Opiconsivia en l’honneur d’Ops (ou Rhéa voire Cybèle), avec les Opalia des 19 décembre).
- Christianisme orthodoxe : station dans la fondation de Juvénal avec mémoire des divers prophètes Isaïe, Zacharie, Ananias, Azaria et Misaël compagnons de Daniel et martyrs (les XL martyrs de Sébaste) dans le lectionnaire de Jérusalem avec lectures de : Za. 3, 7(- 6, 15) ; Is. 6, 1(-10) ; Dn. 1, 1-21 ; Héb. 11, 32(-40) ; Mt. 20, 1(-16).

### Saints des Églises chrétiennes

#### Saint des Églises catholiques et orthodoxes
- Arède d'Atane/Yrieix († 591) dit « Saint Yrieix », religieux à l'origine de plusieurs toponymes français (limousins)[6],[7].
- Ebba l'Ancienne († 683), Princesse de Northumbrie devenue abbesse.
- Genès d'Arles († 308), Martyr.
- Genès de Rome (IVe siècle), Martyr.
- Géronce de Talco († v. 100), évêque et martyr.
- Grégoire d’Utrecht (vers 703 - 776), abbé allemand.
- Hunégonde (VIIe siècle), Religieuse bénédictine.
- Jean de Carpathos (VIIe siècle), Évêque.
- Ménas († 582), Patriarche de Constantinople.
- Nemesius et Lucilla († v. 260), Martyrs à Rome.
- Patricia de Naples († v. 665), religieuse.
- Sever († v. 500), Abbé à Agde.
- Tite de Gortyne, en Crète, Tite ou Titus, né au début du Ier siècle de notre ère, mort à 94 à 97 ans à la fin du même siècle), disciple indirect de Jésus-Christ[8],[9], fêté le 26 janvier par l'Église catholique.
- Yrieix († 591), Abbé d'Attanum.

#### Saints et bienheureux des Églises catholiques
- Alessandro Dordi († 1991), bienheureux prêtre franciscain italien, martyr au Pérou
- Gurloès († 1057), Abbé bénédictin breton.
- Joseph de Calasanz († 1648), prêtre et fondateur des Clercs des Ecoles pies
- Louis IX († 1270) dit « Saint Louis » post-mortem, roi de France mort à Tunis.
- Louis Urbano Lanaspa († 1936), Bienheureux prêtre et martyr de la guerre civile espagnole.
- Maria Troncatti († 1969), bienheureuse religieuse italienne.
- Marie Cabanillas († 1885), bienheureuse argentine, fondatrice des missionnaires franciscaines[10].
- Miguel de Carvalho († 1624), bienheureux prêtre jésuite portugais, martyr au Japon.
- Paul-Jean Charles († 1794), bienheureux moine cistercien français martyr à Rochefort.
- Thomas a Kempis († 1471), bienheureux religieux allemand, Frère de la Vie commune.
- Thomas d'Hereford († 1282) évêque d'Hereford en Angleterre.

## Météorologie
Pleine période
- d'ouragans et tornades vers Amériques du nord et du centre, Golfe du Mexique, Caraïbes grandes et petites ;
- de typhons et premiers signes de moussons en mers asiates et « panindienne » ;
- de premières rentrées scolaires françaises ailleurs sous les tropiques, vers Mayotte, la Réunion puis en « Kanakie » (Nouvelle-Calédonie), entre autres zones académiques francophones des Océans Indien et Pacifique.

### Dicton
- « Beau temps pour la saint-Louis, plusieurs jours sans pluie. »[11].

### Astrologie
- Signe du zodiaque : troisième jour du signe astrologique de la Vierge.

## Toponymie
Les noms de plusieurs voies, places, sites ou édifices de pays ou provinces francophones contiennent cette date sous diverses graphies : voir Vingt-Cinq-Août .